# Mairinque
Mairinque é um município brasileiro do estado de São Paulo situado na Região Metropolitana de Sorocaba, na Mesorregião Macro Metropolitana Paulista e na Microrregião de Sorocaba. Localiza-se a uma latitude 23º32'45" sul e a uma longitude 47º11'00" oeste, estando a uma altitude de 850 metros. Sua população estimada em 2019 era de 50.027 habitantes segundo o último censo de 2022. 

## História
A região onde atualmente se localiza Mairinque, foi inicialmente chamada de Entroncamento, pois nos estudos dos engenheiros da Estrada de Ferro Sorocabana, projetava se ali a construção de uma estação e um grande entroncamento ferroviário da linha que viria de Itu com a linha tronco da Sorocabana, além de onde partiria a futura linha Mairinque-Santos. Na época, a área pertencia ao município de São Roque.
A companhia iniciou as obras de construção das linhas, reservou áreas para as futuras oficinas e loteou parte dos terrenos nas imediações da estação para a criação de uma vila. Em 27 de outubro de 1890 a vila foi fundada as margens da Estrada de Ferro Sorocabana.
Em 1897, juntamente com a inauguração da linha para Itu, a estação recebeu o nome de Mayrink, em homenagem ao sr. Francisco de Paula Mayrink, presidente da Sorocabana a partir de 1882. A vila assumiu o nome da estação e passou a se chamar Vila Mayrink, que viria a se tornar o município de "Mairinque".
A vila cresceu e em 1902, as oficinas da ferrovia que eram em Sorocaba, foram  transferidas para Mairinque, o que fez sua importância aumentar muito mais para a região.
Famosa pelo seu estilo, a estação ferroviária foi idealizada pelo arquiteto francês Victor Dubugras, sendo a primeira arquitetura de concreto armado do Brasil, inaugurado em 1906 depois de dois anos de construção. Atualmente, nela funciona o museu da Estrada de Ferro Sorocabana.
Em 24 de setembro de 1908, pela Lei Estadual nº 1131, foi criado o Distrito de Paz de Mairinque, no Município e Comarca de São Roque.
Em 1930, a oficina da Estrada de Ferro Sorocabana foi transferida para Sorocaba. Com essa mudança, a Vila iniciou uma queda no desenvolvimento, chegando quase a desaparecer.
Em 1929, começaram as obras da linha Mairinque-Santos da Estrada de Ferro Sorocabana, projetada desde 1889 para quebrar o monopólio da SPR, em ligar o interior paulista ao Porto de Santos. Com duas frentes de trabalho, uma vindo de Santos e outra de Mairinque, o ramal foi concluído em 1937.
Em 1940, a Estrada de Ferro Sorocabana passou a instalar e ampliar suas repartições em Mairinque, tais como: depósito de locomotivas com oficina de manutenção, almoxarifado, Sede do Serviço Florestal, Sede dos serviços de eletrificação, armazém de abastecimento e principalmente Sede dos ferroviários.
A conclusão da linha Mairinque-Santos e as instalações da Sorocabana forjaram definitivamente a vocação de Mairinque até os dias atuais, tornando um dos principais entroncamentos ferroviários do Brasil.
Na década de 1950, a implantação da Companhia Brasileira de Alumínio cooperou muito para o reerguimento do então Distrito de Mairinque, através da implantação da indústria de alumínio na região da Vila do Rodovalho, que se desenvolveu e passou a ser o Distrito de Alumínio.
Em 1953, foi tentada pela primeira vez a emancipação política do Distrito, fracassando porque ainda não havia condições para a instalação. Em 1958, foi criado o Município de Mairinque (através da Lei nº 5285, de 18 de fevereiro de 1959), abrangendo o distrito sede e o Distrito de Alumínio. O primeiro prefeito do município foi o sr. Arganauto Ortolani.
Em 30 de dezembro de 1991, o distrito de Alumínio foi elevado à categoria de município, desmembrado de Mairinque pela lei estadual nº 7644.
Nos anos 90,a CPTM operava trens até Mairinque, e naquela época era muito comum os moradores irem para São Paulo ou Sorocaba usando os mesmos trens que circulavam nas frotas metropolitanas da capital.  Na época que a cidade ainda era atendida pelos trens metropolitanos da CPTM , o trem ainda era o símbolo mais forte da cidade, mas depois que a linha se sucateou o trem perdeu o seu posto de protagonista das das histórias contadas pelos martiniquenses. O trem foi sendo substituído aos poucos por outros símbolos que já existiam, mas eram menos importantes no passado, e agora estão mais na moda como o Cemitério, onde ocorre uma uma espécie de turismo local e muitos moradores gostam de passear entre as sepulturas, já que a cidade carece de entretenimento. Quase não existe mais vida noturna, e os poucos bares que restam são pequenos e ficam nas vilas, o centro é praticamente deserto depois das 22:00 horas. 
Antigamente eram muito valorizados lugares da cidade como o Horto Florestal, que hoje em dia não passa de um matagal. Lugares que faziam menos sentido, como por exemplo o Cemitério das Luzes, como é conhecido o Cemitério Municipal da cidade hoje são atração principal, mesmo que não tenha nenhum velório, o cemitério costuma estar sempre movimentado, especialmente quando se aproxima as festas de novembro conhecidas como Halloween em outros países, e aqui no Brasil conhecida como Dia das Bruxas ou Dias dos Mortos, na primeira semana do mês de novembro.  
A "Cerimônia das Velas" é um evento tradicional em Mairinque, realizado anualmente no Cemitério Municipal no Dia de Todos os Santos (1º de novembro). A cerimônia, que tem como tema "Um Tributo à Vida", celebra aqueles que já faleceram, mantendo-os vivos em nossas memórias, e também agradece pela vida de cada um, apesar das dificuldades. O evento inclui missa, procissão, visitas a túmulos históricos e um show de luzes, com milhares de velas acesas pelos visitantes e funcionários. 
A cerimônia é realizada desde 2003 e se tornou parte do calendário oficial do município, segundo a Prefeitura de Mairinque. O objetivo é criar um momento de reflexão sobre a data, onde os presentes podem homenagear seus entes queridos e refletir sobre a vida e a morte. 
O evento acontece no Cemitério Municipal, localizado na rua Roberto Hoff, número 80, no Centro de Mairinque. A cerimônia costuma atrair grande público, com expectativa de milhares de pessoas. 
A cidade fica em festa, todos se vestem com suas melhores roupas e vão acender uma vela para um familiar que já se foi. Com o passar dos anos a festa foi crescendo e se tornou a principal festa da cidade, já que até mesmo a tradicional festa de São José foi completamente esquecida e praticamente nem existe mais, a única coisa que restou da festa é a barraca de pastel da Igreja Matriz.
No futuro existe a expectativa que o leito ferroviário, entre São Paulo, passando por Mairinque, até Sorocaba, dê lugar ao projeto do Trem Intercidades, sem prazos para obras, mas já foi aprovado e aos poucos está se tornando realidade. O VLT é ideal para demandas superiores a 15 mil passageiros por hora. A viabilidade em Sorocaba depende de os ônibus urbanos colaborarem na alimentação do sistema. O alto custo de implantação ainda é um obstáculo, por isso o BRT surge como alternativa mais barata, mas infelizmente o trem não vai fazer parada em Mairinque, e o povo também nem tá se importando muito, que nem tem dinheiro pra pegar ônibus quanto menos ir de trem que é mais lento e mais carto. 
Mas no radar do governo Estadual, pois alguns anos atrás existiu um grande choque entre o Trem carregado de soja, um ônibus circular da empresa Jundiá e uma passarela que ficou danificada e até hoje não foi concertada, os moradores tem que atravessar pela linha que não tem nem cancela, mas também nem passa mais trem, e ninguém corre o risco de ser atropelado, pois a parte central do principal trevo ferroviário do Brasil está completamente bloqueada, mas a linha externa que vem da cidade de Alumínio, passa pelos bairros Arco Irís, Pantojo, Jardim Vitória, Oriental, Canguerinha, Lagoinha, Setúbal e Goiana ainda está ativa e passa trem o dia inteiro.

## Demografia

### População
| Crescimento populacional                             | Crescimento populacional | Crescimento populacional | Crescimento populacional |
| Ano                                                  | População Total          |                          | %±                       |
| ---------------------------------------------------- | ------------------------ | ------------------------ | ------------------------ |
| 1960                                                 | 11 741                   |                          | —                        |
| 1970                                                 | 18 858                   |                          | 60,6%                    |
| 1980                                                 | 30 828                   |                          | 63,5%                    |
| 1991                                                 | 43 205                   |                          | 40,1%                    |
| 2000                                                 | 39 975                   |                          | −7,5%                    |
| 2010                                                 | 43 223                   |                          | 8,1%                     |
| 2022                                                 | 50 027                   |                          | 15,7%                    |
| Est. 2024                                            | 51 660                   | [ 10 ]                   | 3,3%                     |
| Fontes: Censos Demográficos IBGE e Estimativas SEADE |                          |                          |                          |

### Dados demográficos
Dados do Censo - 2016
População total: 48.852
- Urbana: 34.340
- Rural: 5.635
- Homens: 21.538
- Mulheres: 21.685

Densidade demográfica (hab./km²): 190,63
Mortalidade infantil até 1 ano (por mil): 13,70
Expectativa de vida (anos): 72,42
Taxa de fecundidade (filhos por mulher): 2,30
Taxa de alfabetização: 92,79%
Índice de Desenvolvimento Humano (IDH-M): 0,801
- IDH-M Renda: 0,719
- IDH-M Longevidade: 0,790
- IDH-M Educação: 0,894

(Fonte: IPEADATA)

## Geografia
O município de Mairinque está situado no interior do estado de São Paulo, a 70 quilômetros da capital, sendo a ela ligada pela Rodovia Raposo Tavares e também servida pela Rodovia Castelo Branco.
A sede do município localiza-se nas coordenadas 23º32'45"S 47º11'00"O, aos 900 metros de altitude. No caminho para Ibiúna, via bairro da Sebandilha , a estrada chega aos 940 metros de altitude. Todavia, uma das maiores altitudes do município é encontrada no topo da serra que dá acesso ao bairro Moreiras, estrada Gov. Mário Covas, junto à plantação de eucaliptos da CBA. No topo da referida serra, junto às antenas de telefonia celular, encontramos a altitude de 993 metros, numa área onde os topos dos morros ficam todos acima de 950 metros. Em dias mais úmidos e frios, é fácil encontrar esta área alta tomada por nevoeiro.
Quase toda a área do município insere-se na zona geográfica temperada, isto é, abaixo do Trópico de Capricórnio. A exceção é a porção norte do município, próxima da Rodovia Castelo Branco, que é atravessada pelo referido trópico. Ficam localizados acima do Trópico de Capricórnio os bairros: Varejão, Olhos d'água, Dona Catarina, Mato Dentro e Porta do Sol. Os demais bairros situam-se em área geográfica temperada.
Mairinque possui uma extensão territorial de 209,757 km².

### Rodovias

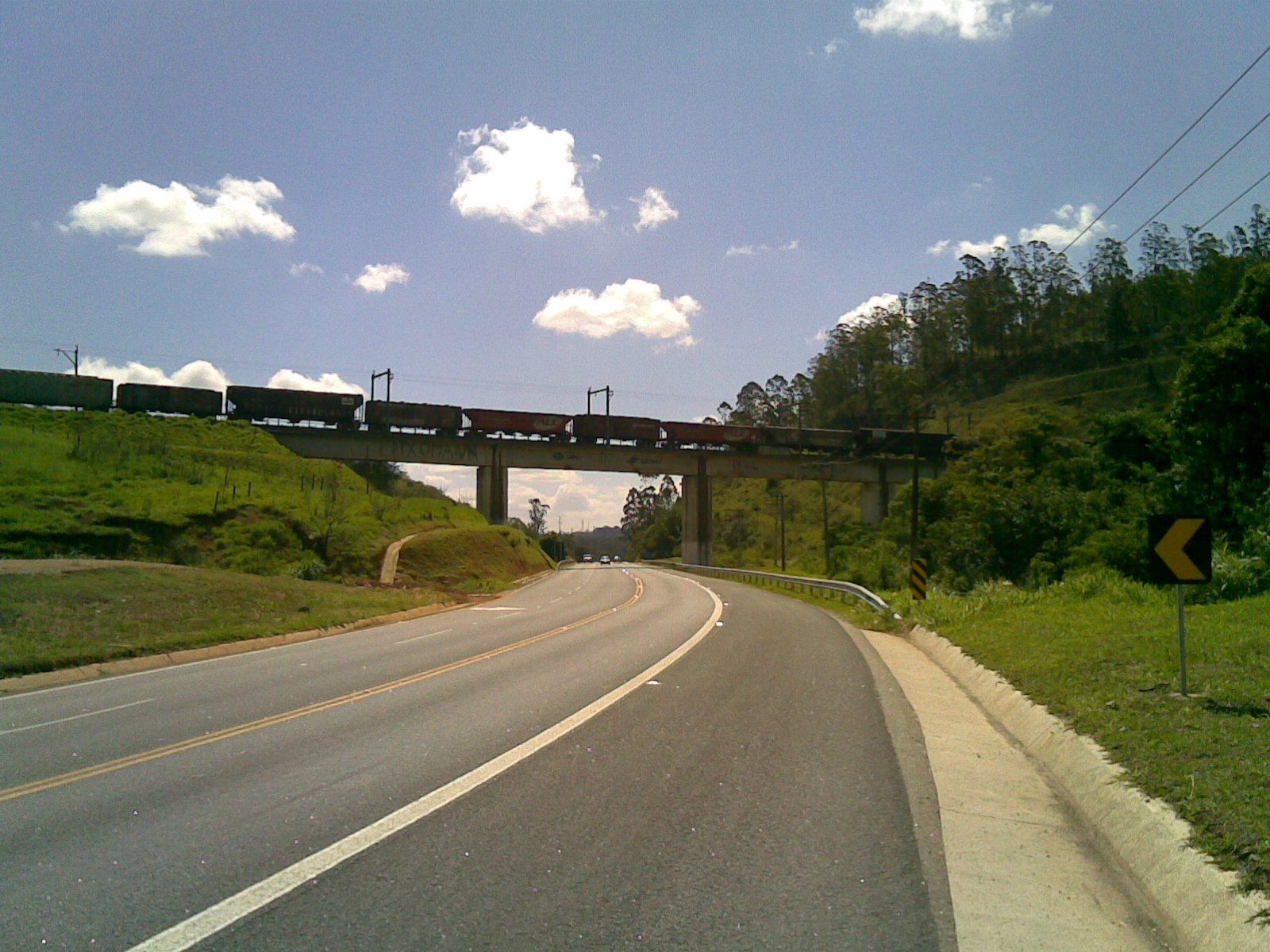
Trecho da Rodovia Raposo Tavares.

Mairinque é beneficiada por duas das principais rodovias do estado:
- SP-270 Rodovia Raposo Tavares
- SP-280 Rodovia Castelo Branco

### Ferrovias

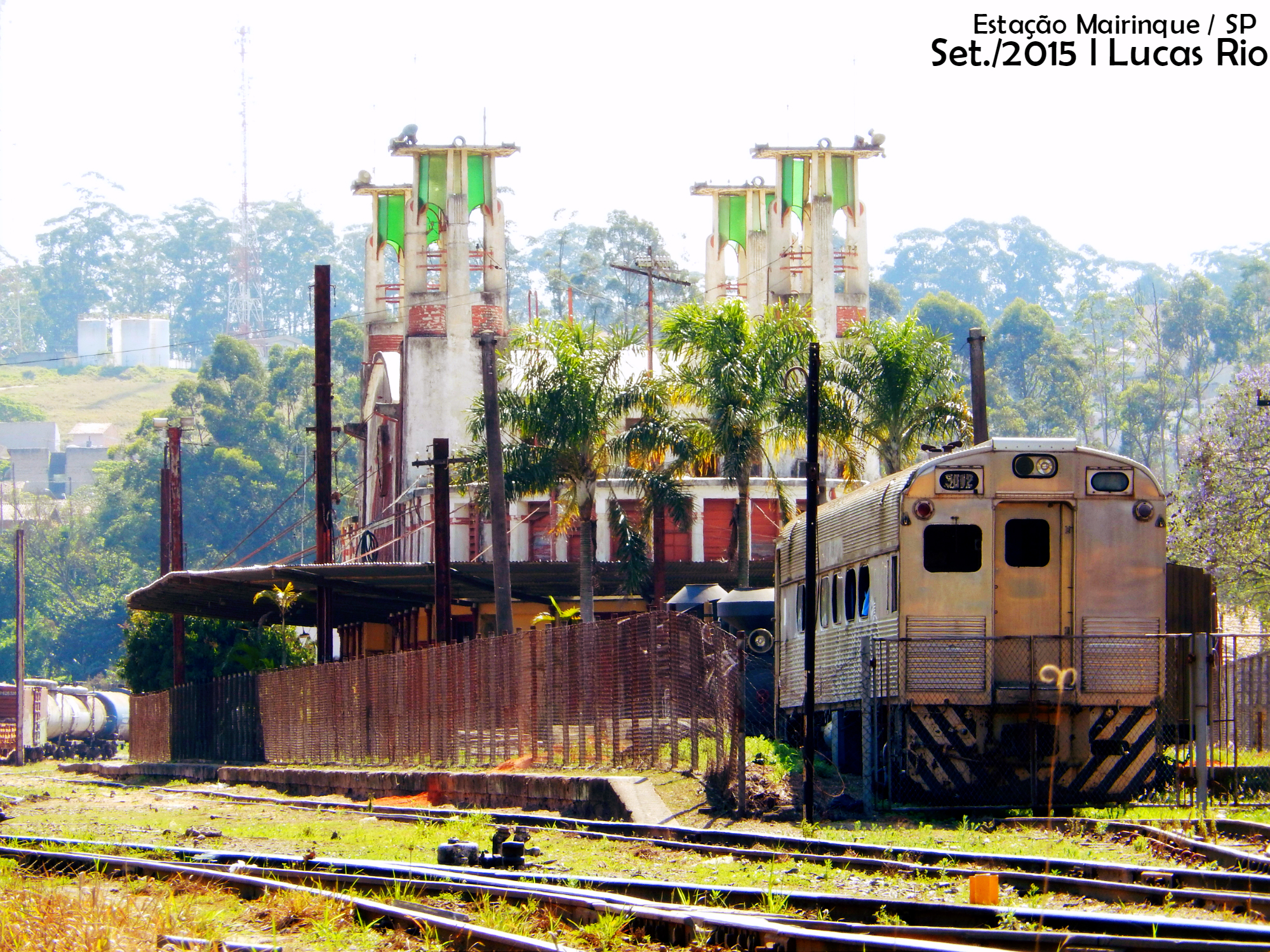
Estação Ferroviária de Mairinque.

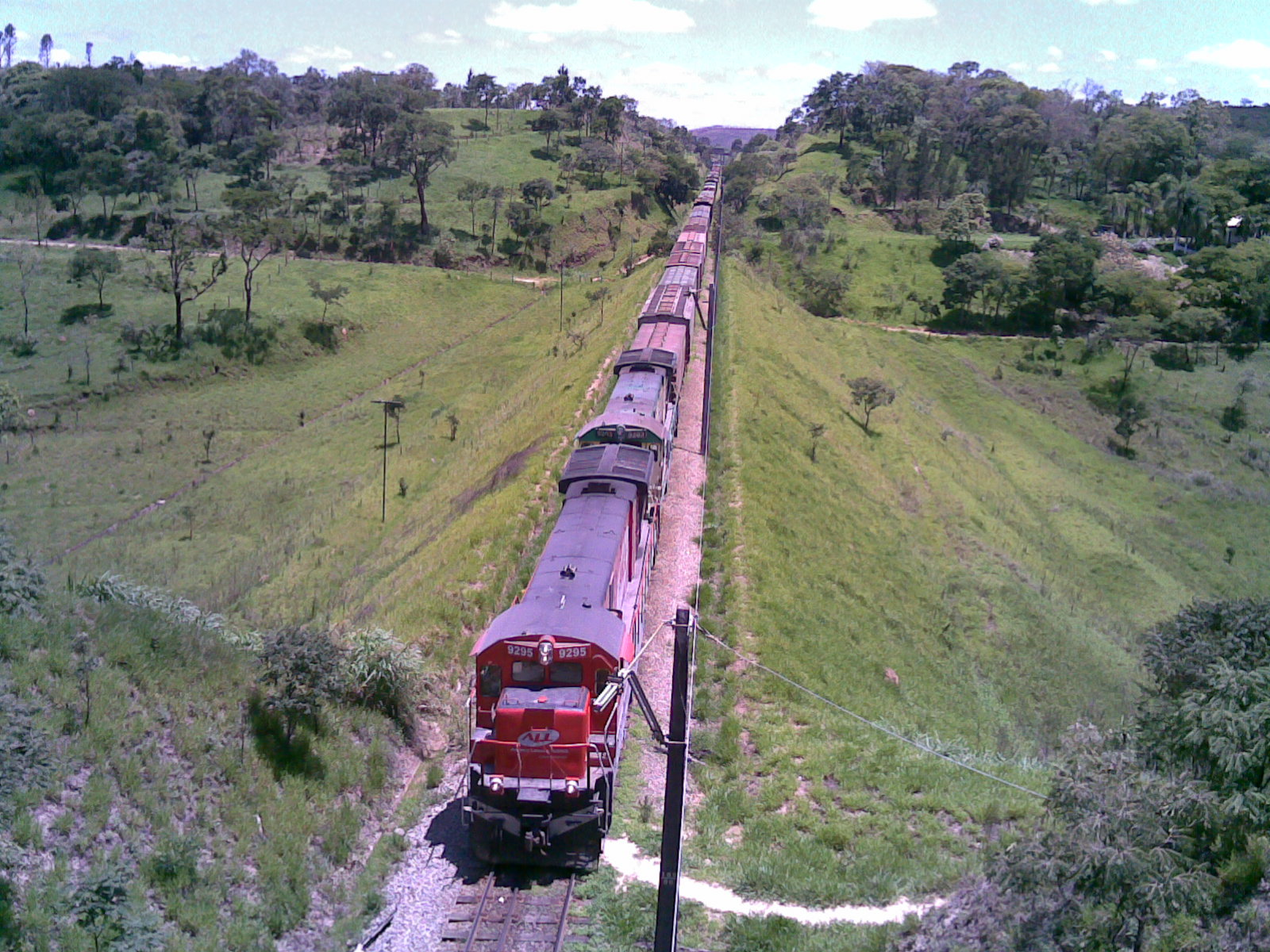
Variante Boa Vista-Guaianã km 169, em Mairinque.

Mairinque nasceu as margens da Estrada de Ferro Sorocabana, no principal entroncamento da companhia. Além de contar com a Estação Ferroviária de Mairinque, no município se inicia a linha Mairinque-Santos, principal corredor ferroviário de exportação do Porto de Santos, que recebe cargas do interior paulista, Minas Gerais e Mato Grosso pela Variante Boa Vista-Guaianã e de Mato Grosso do Sul e norte do Paraná pela EFS. Os últimos trens de passageiros (suburbanos da CPTM e os de longa distância da Fepasa) circularam pelo município em 1999.

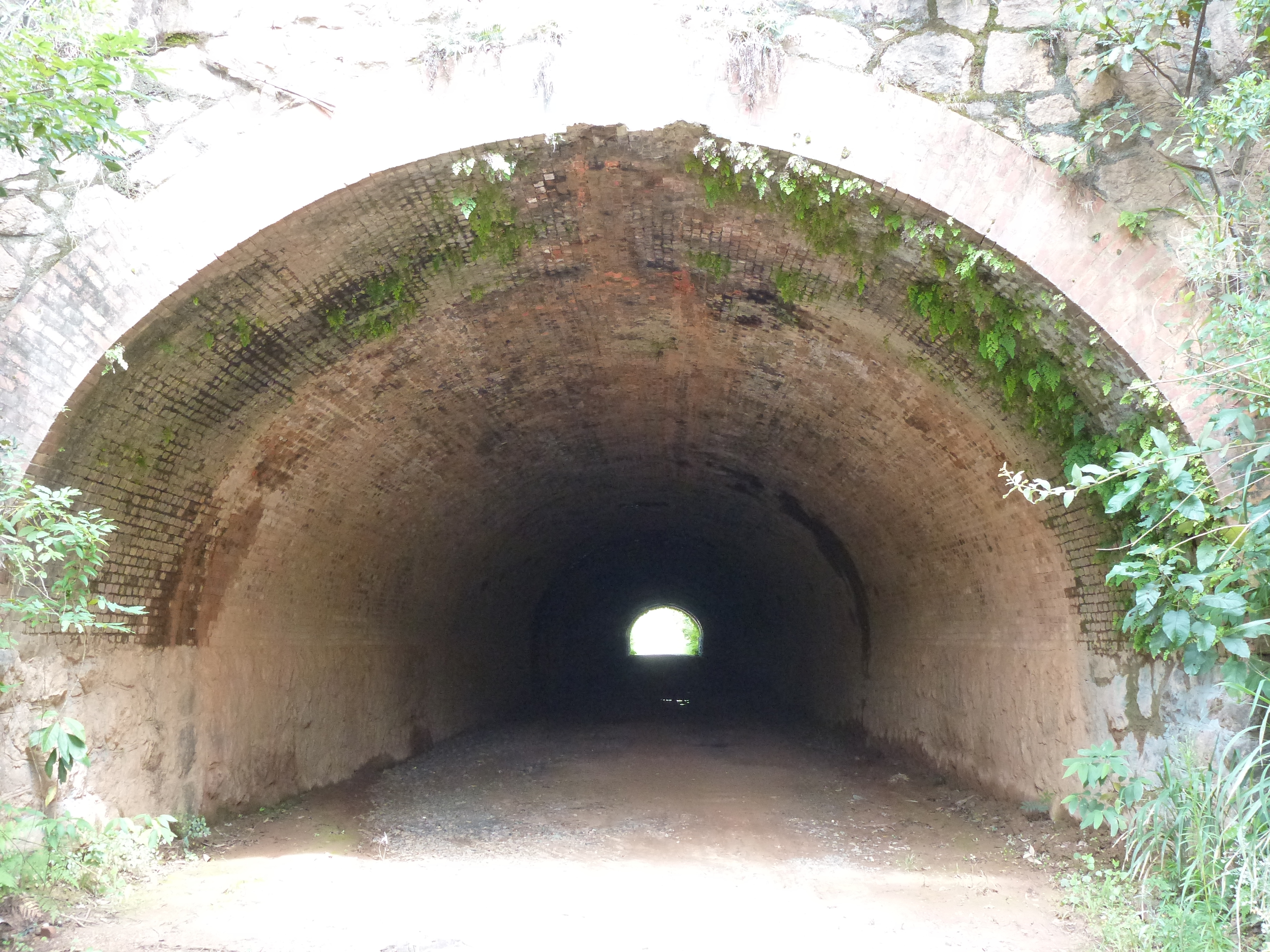
Antigo túnel desativado da EFS.

### Bairros de Mairinque
Norte
- Capuava
- Moreiras
- Porta do Sol
- Olhos D´Água
- Varejão
- Pitangueiras
- Vale da Esperança
- San José
- Dona Catarina
- Mato Dentro
- Cristal
- Trocadeiro

Sul
- Chácara Manão
- Reneville
- Três Lagoinhas
- Terras de São José
- Jardim Vitória
- Jardim Oriental
- Setúbal
- Sebandilha
- Pouso Alegre
- Arco-íris
- Núcleo Santa Amélia

Leste
- Marmeleiro
- Recanto dos Eucaliptos
- Vila Barreto
- Vila Granada
- Monjolinho

Oeste
- Residencial Park
- Cruzeiro gleba B
- CECAP
- Jardim Flora
- Jardim Chácara Flora
- Bairro Pantojo
- Nova Esperança
- Nova Mairinque]
- Roda da Carroça

Central
- Centro
- Sorocabana
- Jardim Cruzeiro
- Horto Florestal

## Meio ambiente

### Clima

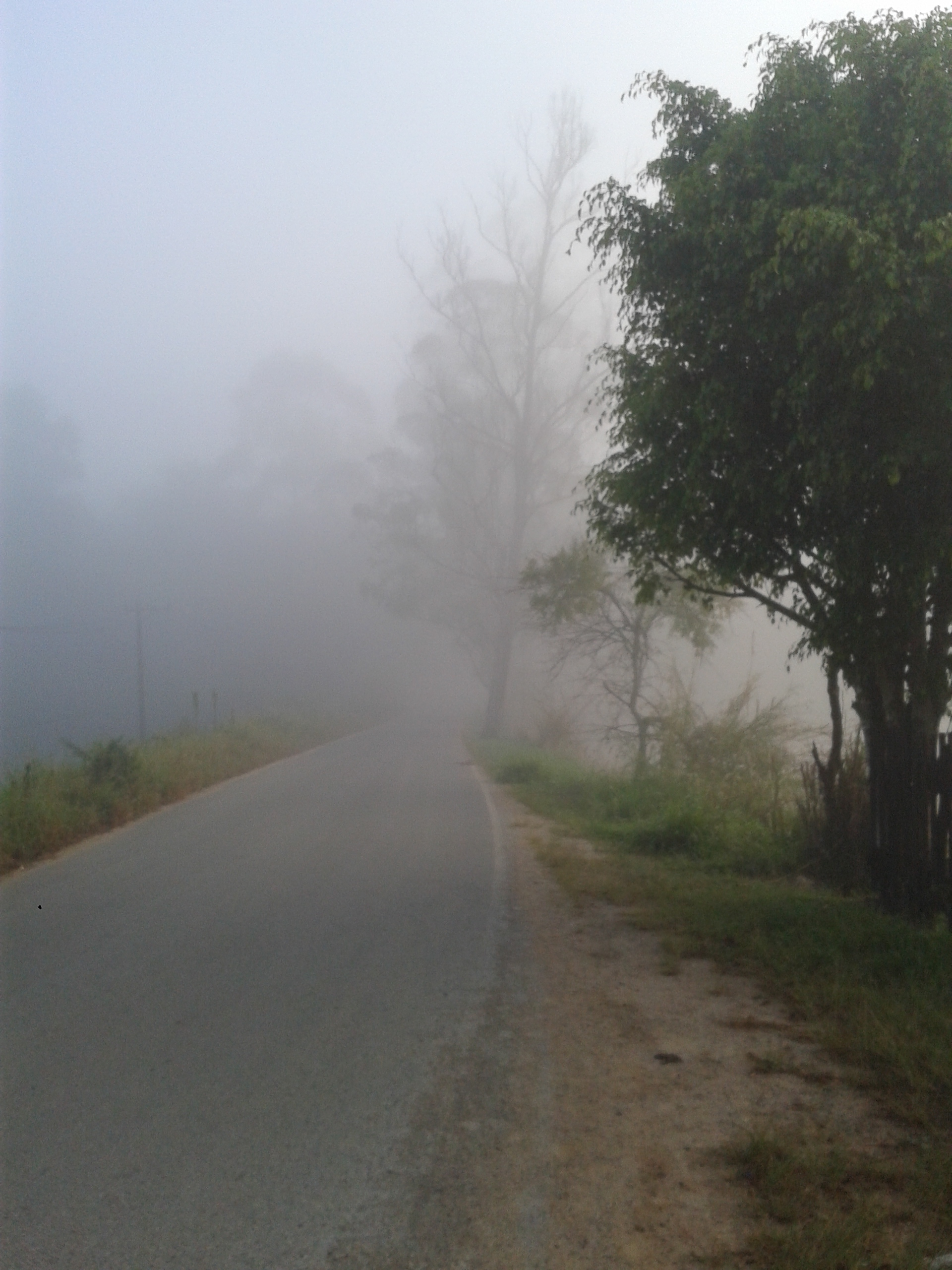
Nevoeiro lago Sebandilha

Segundo a classificação climática de Köppen, categorizada em sete tipos climáticos, que correspondente ao clima úmido, sendo eles: Cwa, Aw, Cfb, Am, Cfa, Af e Cwb.
O município de Mairinque é classificado pela sigla Cfa - clima subtropical úmido, com a presença de chuvas durante o verão e uma seca durante o inverno. A temperatura média no mês quente é superior que 22 °C , e a média de temperatura durante o é frio é inferior a 20 °C.
No município, durante 4 meses do ano as temperaturas são mornas, atingindo a temperatura média dos 26 °C, já entre os meses de novembro a março, as temperaturas são mais quentes, chegando a temperatura média de 28 °C. Entretanto, durante os meses de maio, junho, julho e agosto, as temperaturas ficam abaixo da média, ficando entorno dos 22 °C. Nesse mesmo período, onde há a presença do frio, a temperatura média atinge os 12 °C. Mais informações sobre a variação da temperatura do município pode ser consultada no site. 
Durante os meses de dezembro, janeiro, fevereiro e março são registrados os maiores índices de precipitação para a região, registrando a média para os 4 meses entorno de 170,42 mm. O mês mais elevado de precipitação é registrado em janeiro, com 202, 0 mm e em fevereiro com 180,67 mm. Nos meses onde a temperatura são baixas, os índices registram em média 48, 17 mm.

### Geologia e geomorfologia
O município está localizado em uma região com formações geológicas de rochas de calcária, compondo o conjunto São Roque. São rochas constituídas por calcita (carbonato de cálcio) e (carbonato de cálcio e magnésio). Além disso, de modo geral, é possível observar ligeiras topografias com altura média de 850 metros, onde predominam colinas e morros altos.
Predomina-se  no município o solo do tipo Argissolo, caracterizado pela formação de argila de fácil revolvimento na camada inferior.
Este solo está associado a alta taxa pluviométrica dos climas úmidos e superunidos, além de muito alta suscetibilidade de processos erosivos. São arenosos, com a  textura média ou argilosos no horizonte mais superficial. Apresentam uma cor mais forte (amarelada, brunada ou avermelhada), maior coesão e maior plasticidade e pegajosidade em profundidade, devido ao maior teor de argila. Tem uma fertilidade  variável, dependente principalmente de seu material de origem. Em relação a sua retenção de água, possui um maior nos horizontes abaixo da superfície (subsuperficiais), que podem se constituir em um reservatório de água para as plantas e vegetação.

### Vegetação
A região do município predomina a vegetação da Mata Atlântica, além de formações de Cerrado (ecótono). A maior porção de Mata Atlântica está localizada na Bacia Hidrográfica do Sorocaba e Médio Tietê (CBH-SMT) na APA da Represa Itupararanga. Na região central da cidade encontra-se um remanescente florestal de Mata Atlântica composto por espécies exóticas e nativas, e com áreas em regeneração, local esse que recebeu o nome de Parque Municipal Horto Florestal “Antônio Anselmo” (PMHFAA).
A cobertura vegetal (vegetação - florestas) é de suma importância para a conservação e a manutenção da qualidade das águas de rios e córregos. É essencial para manter a biodiversidade local, conservar o solo e evitando que materiais e sedimentos percolem até os cursos d’água, facilitando assim a infiltração de água no solo e a recarga dos aquíferos e represas.

#### Cerrado Mayrink
O município de Mairinque é contemplado com formações de cerrado campestres e cerrado stricto sensu em transição com áreas de Floresta Estacional Semidecidual, e apresenta o predomínio da vegetação de gramíneas-herbáceas, além de espécies lenhosas e xeromórficos, com a presença de troncos tortuosos, folhas coriáceas, características comuns entre as espécies de plantas típicas da fisionomia de cerrado.

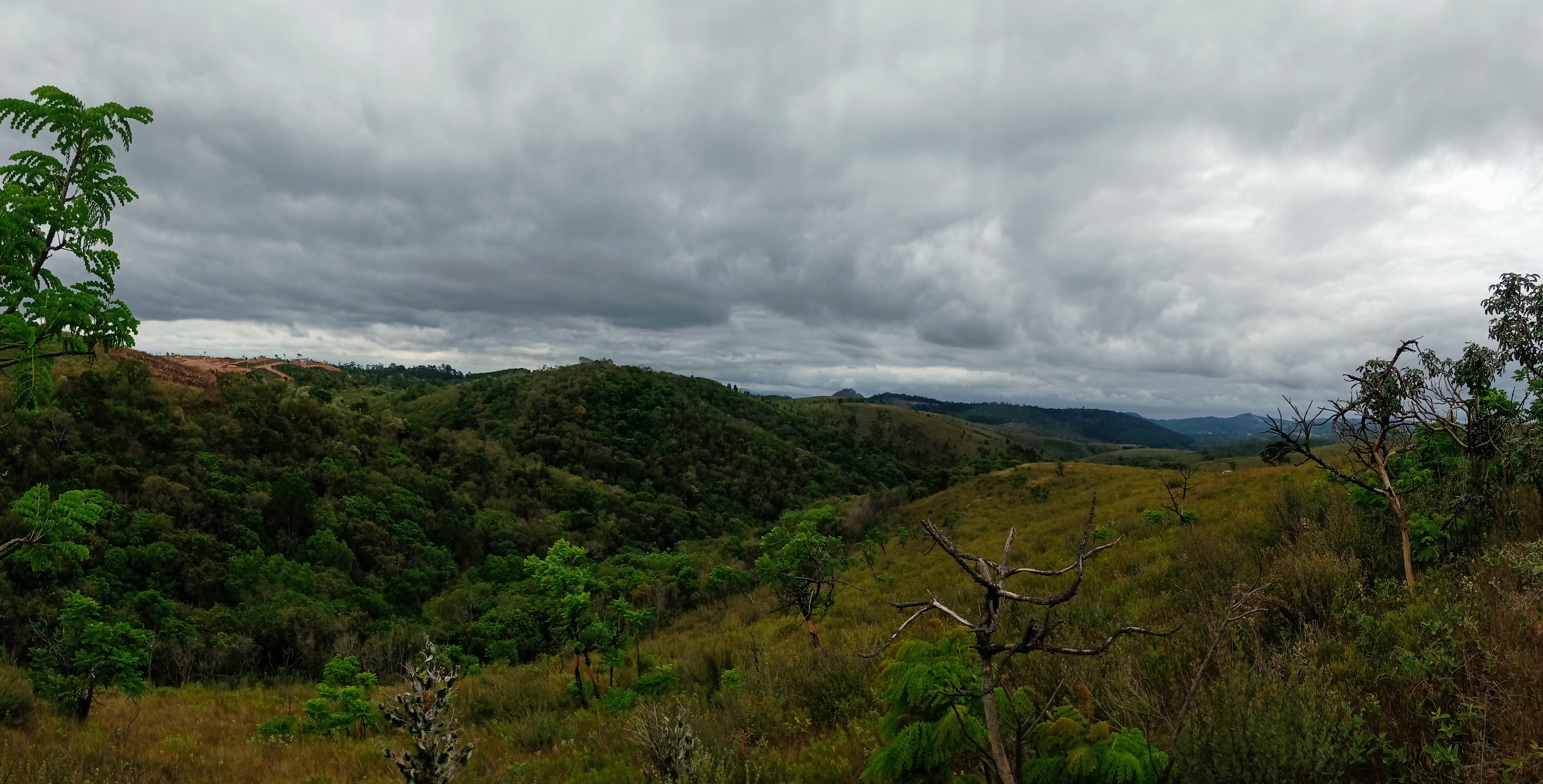
Vegetação de Cerrado campestre - 2021
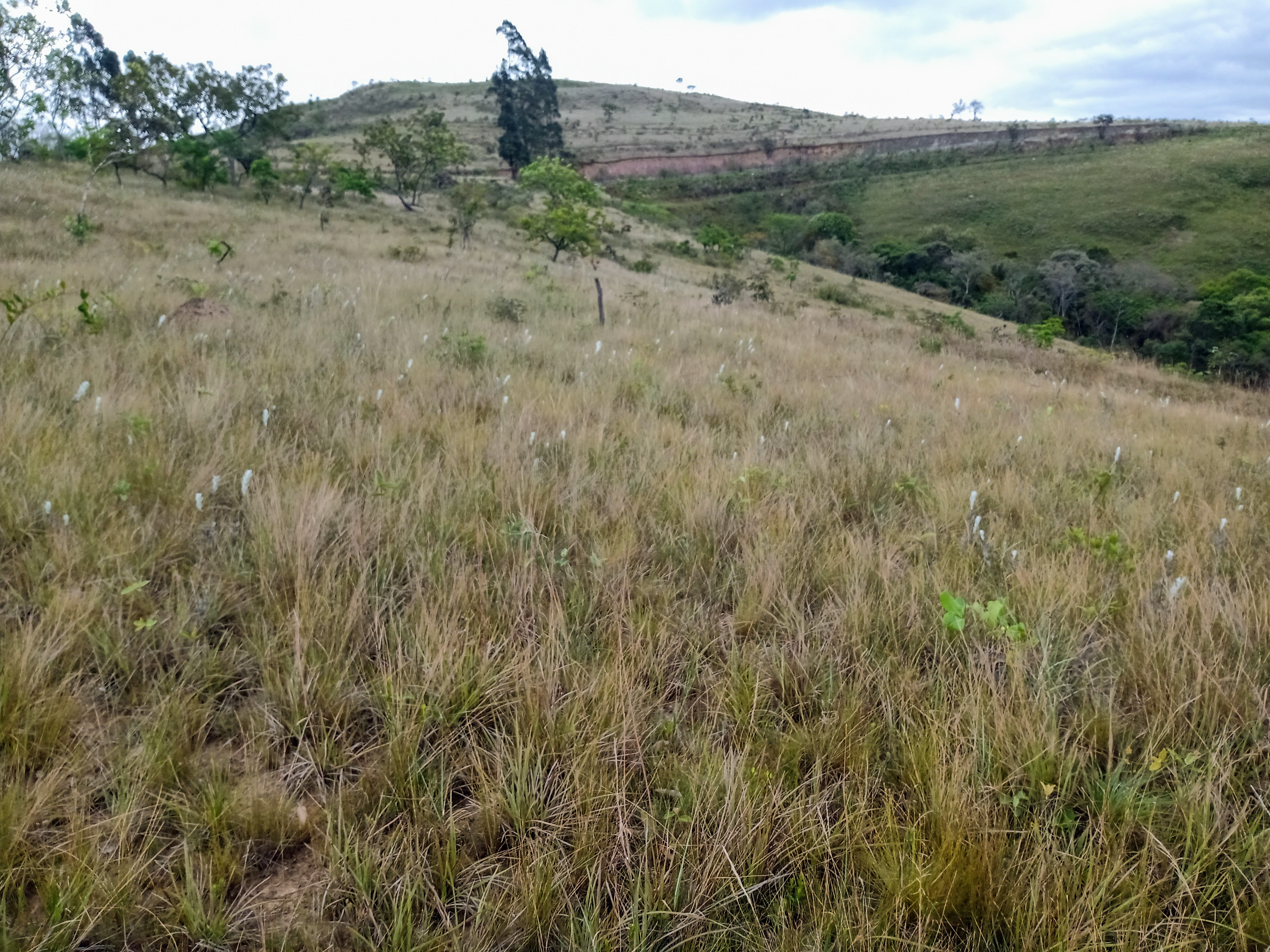
Fitofisionomia típica do cerrado com a predominância de espécies herbáceas e gramíneas - 2021
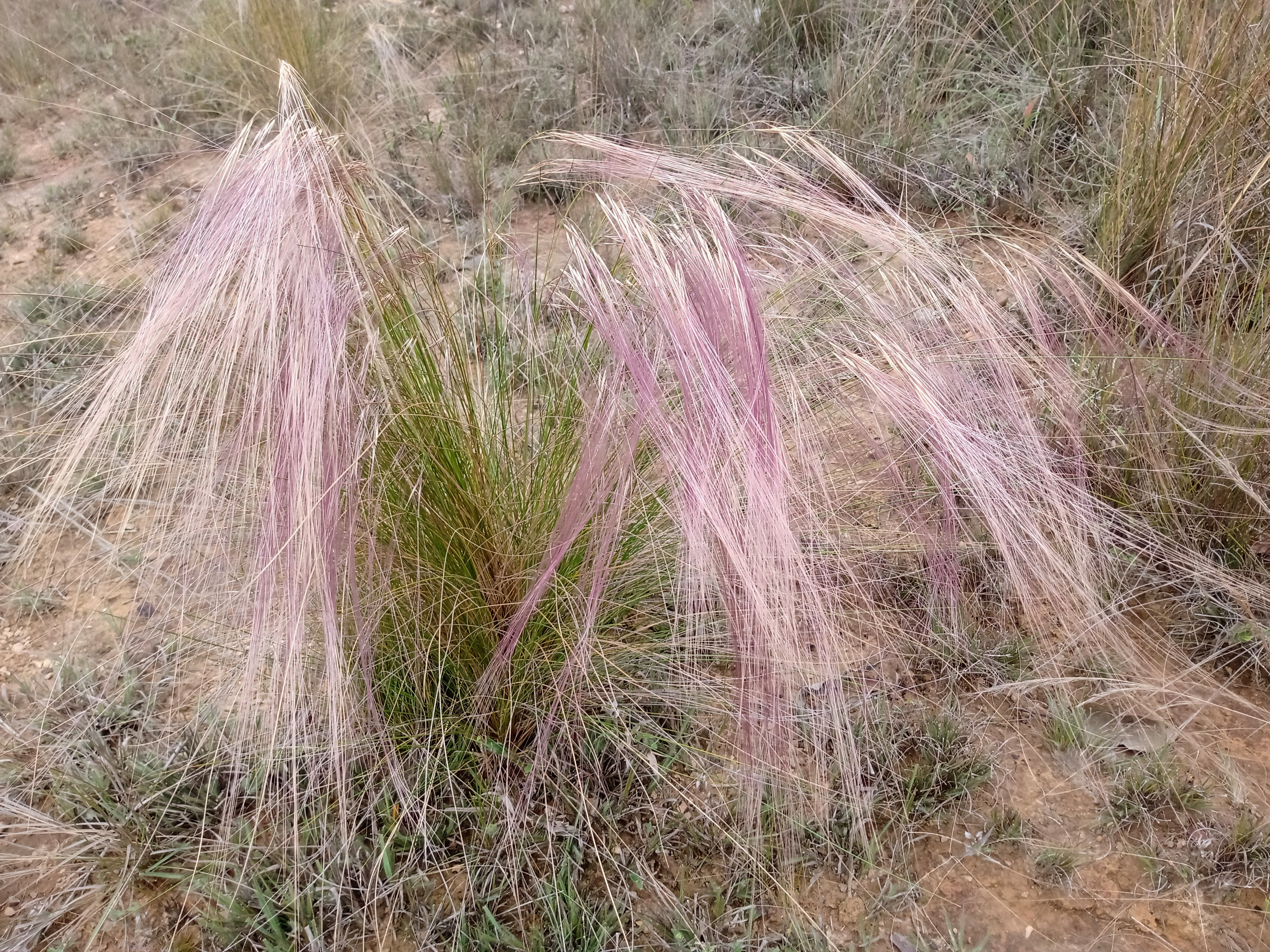
Nome popular: Capim-barba-de-bode Nome científico: Aristida jubata (Arechav.) - 2021
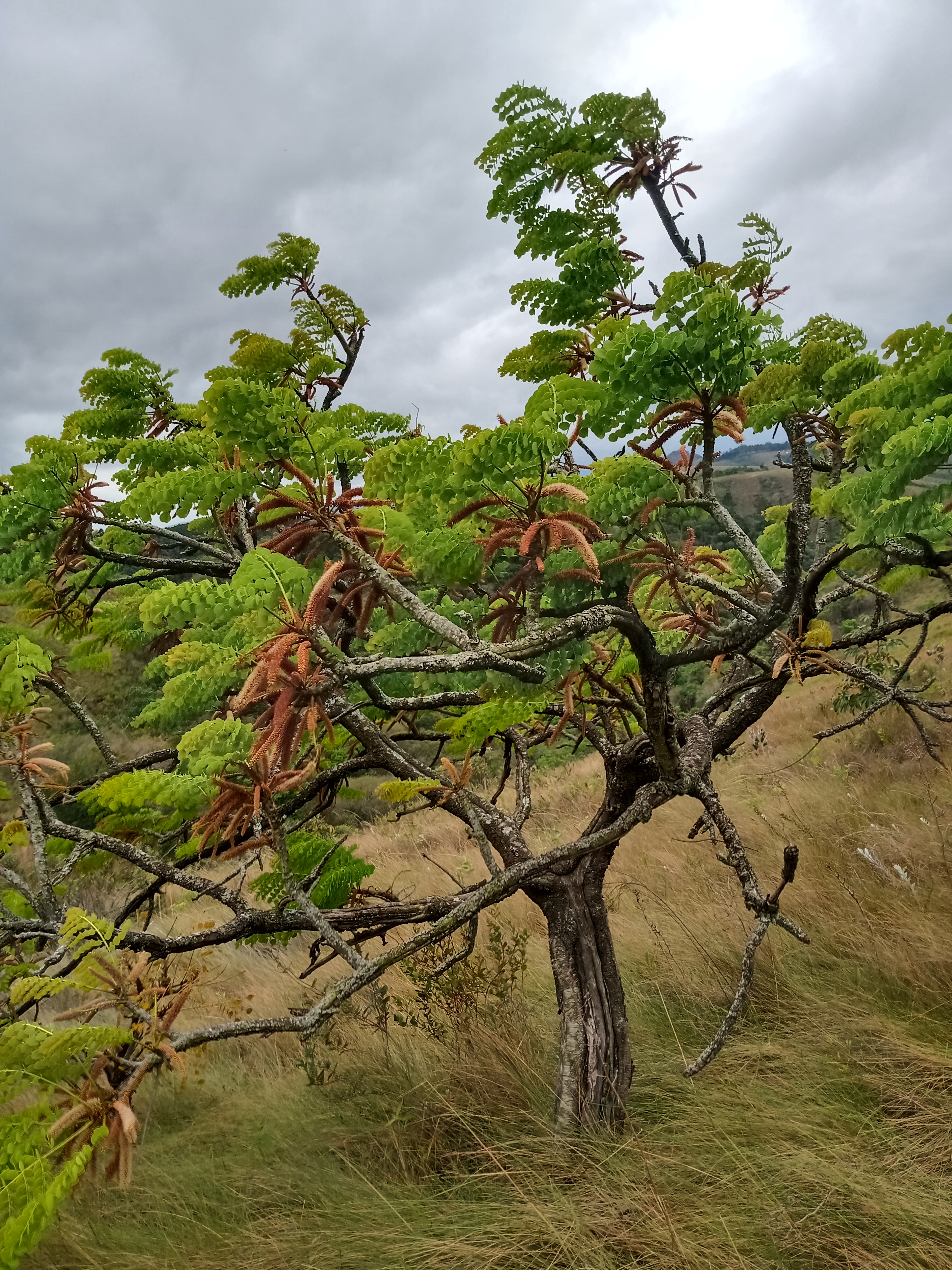
Nome popular: Barbatimão  Nome científico: Stryphnodendron adstringens - 2021
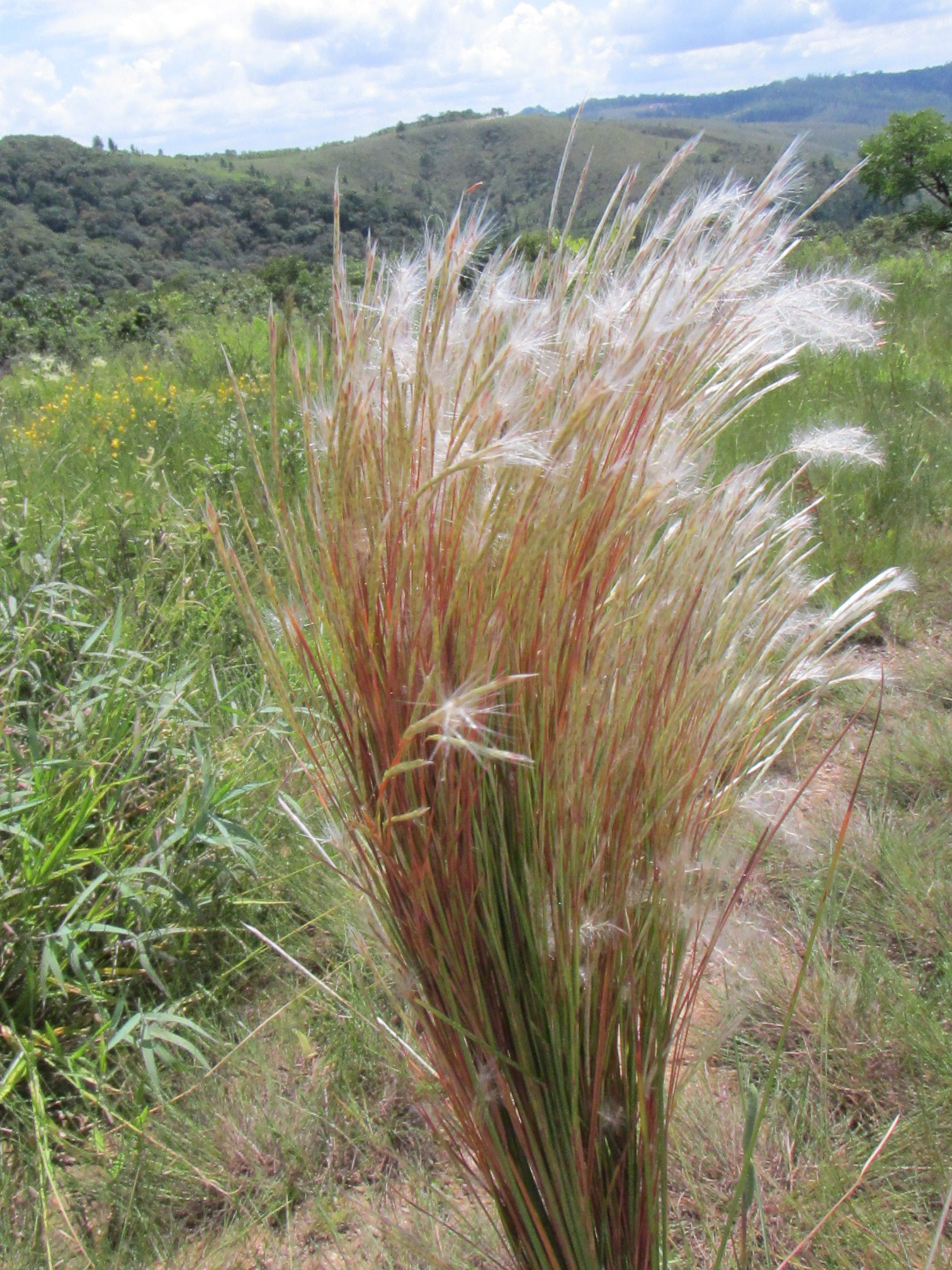
Nome popular: Capim-rabo-de-burro Nome científico: Andropogon bicornis - 2021
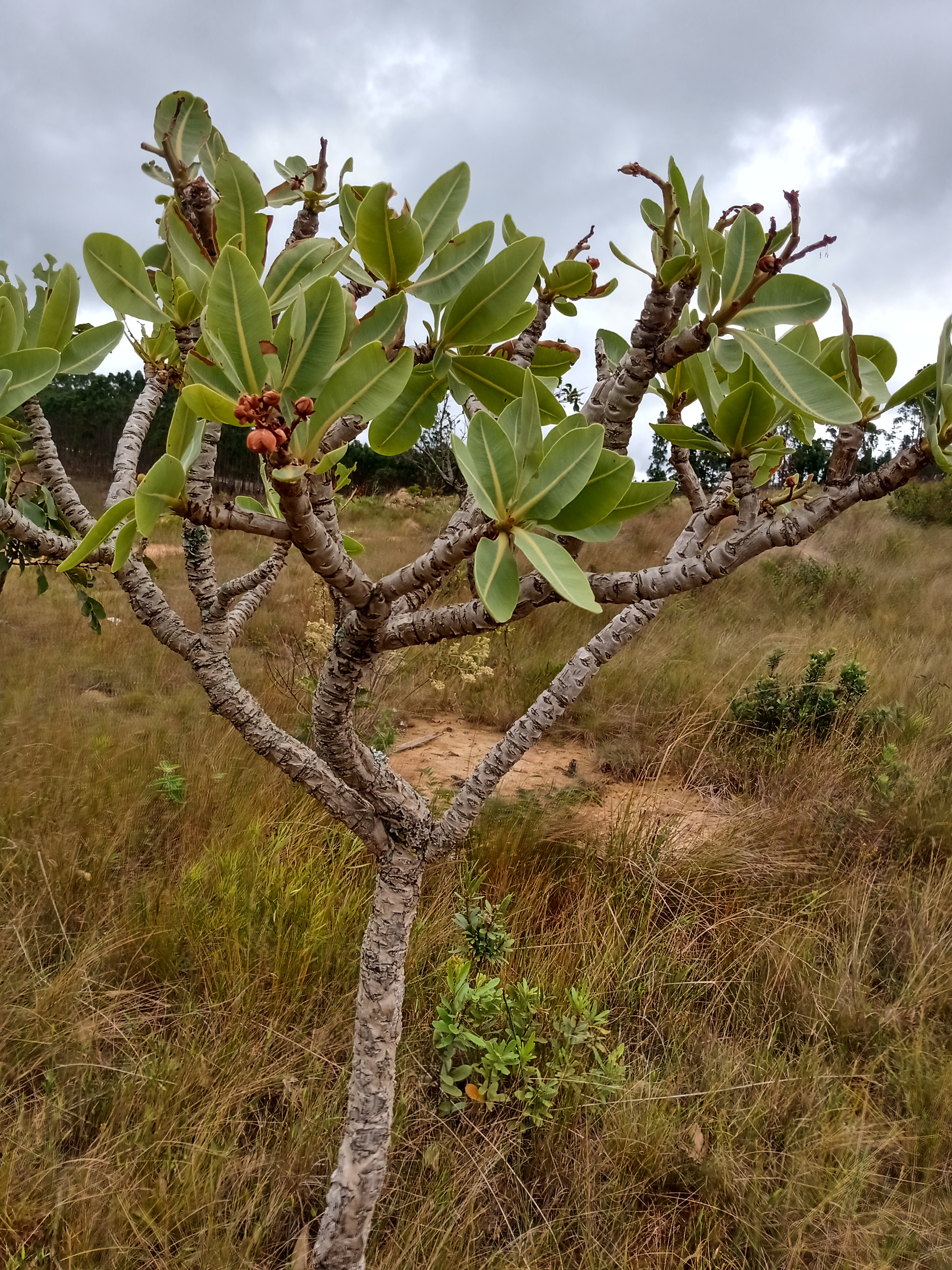
Nome popular: Pau-santo - Nome científico: Kielmeyera variabilis Mart. & Zucc.) - 2021
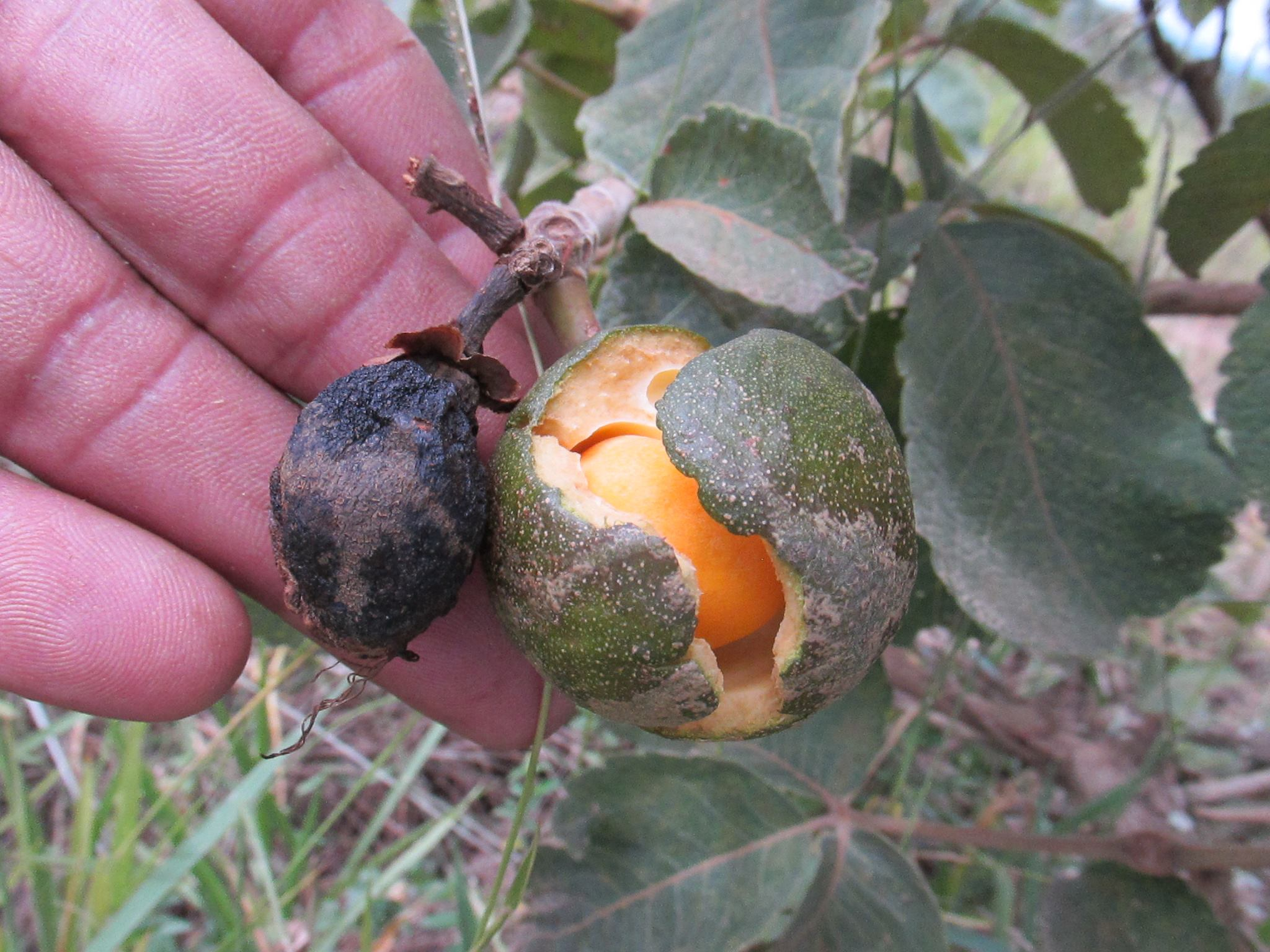
Nome popular: Pequi-do-cerrado Nome científico: Caryocar brasiliense - 2021
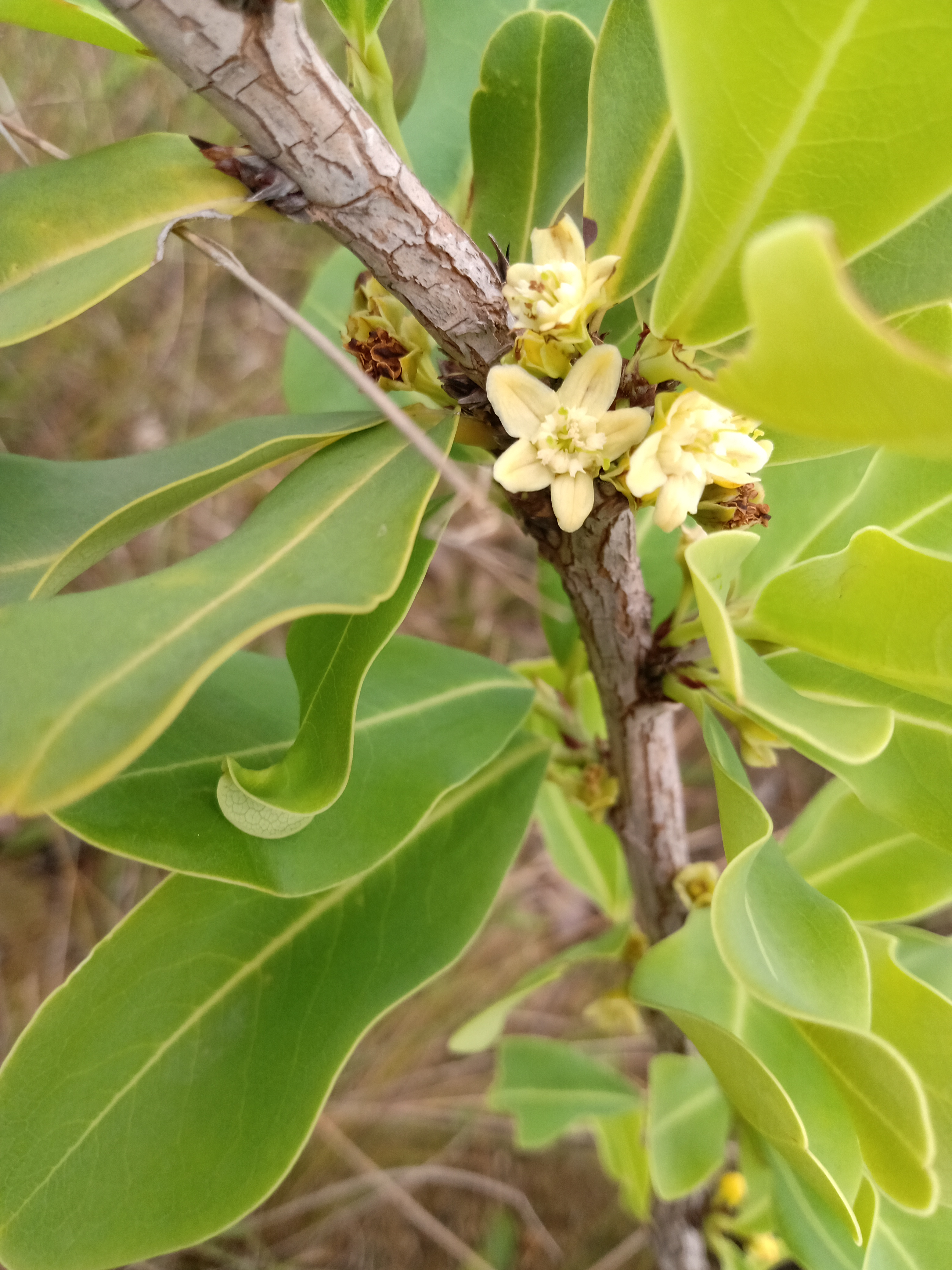
Nome popular: Caqui-do-cerrado Nome científico: Diospyros hispida DC - 2021
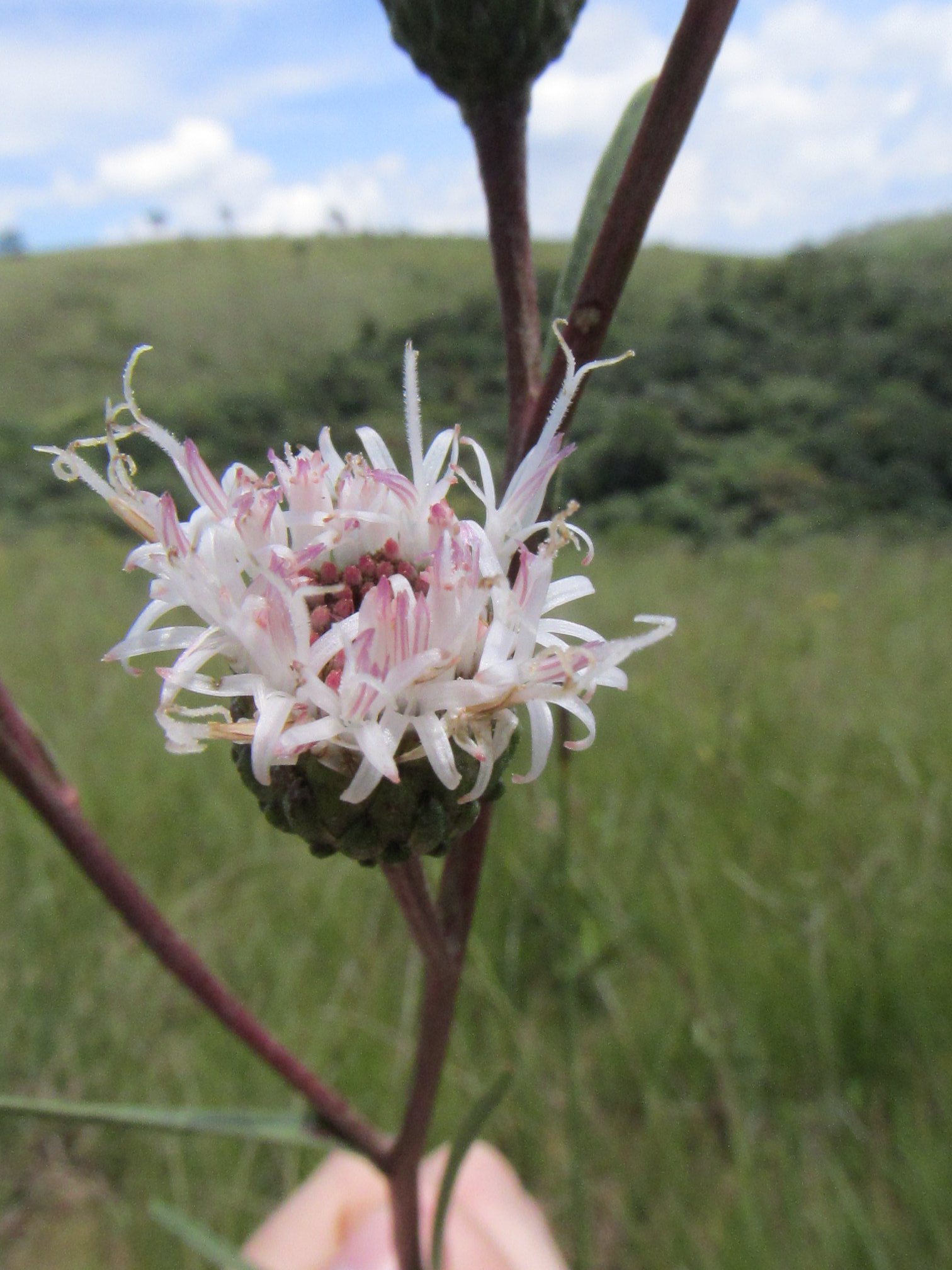
Nome científico: Lessingianthus sp - 2021

### Fauna
As espécies de aves encontradas/registradas para o município encontra-se disponibilizada por meio da plataforma do Wikiaves. Para a cidade, há um registro de 191 espécies de aves catalogas/registras que pode ser acessada aqui. De modo geral, existem alguns registros de animais para a cidade noticiados pela mídia local, sendo eles: gato-selvagem; veado-campeiro; ouriço; coruja-buraqueira; jararaca; cobra-verde entre outros.
Além das aves, a fauna terrestre local também inclui diversas espécies, embora ainda pouco documentadas em publicações científicas. A maior parte das informações disponíveis provém de observadores da natureza e reportagens da mídia regional. Entre as espécies noticiadas, destacam-se: O Gato-do-mato-pequeno (Leopardus guttulus) – frequentemente confundido com o gato-selvagem na região do burrinho d'água e também o Veado-campeiro (Ozotoceros bezoarticus) que é sua principal presa. Na mata da região do "Túnel de Moreiras" encontra-se o Ouriço-cacheiro (Coendou spp.) que invadem constantemente as roças de milho e devoras as espigas. Recentemente foi feito o registro fotográfico de uma Coruja-buraqueira (Athene cunicularia) no momento da poda de uma grande figueira no Marmeleiro, mas os animais que mais são registrados nas capturas do Corpo de Bombeiros Municipal são Jararacas (Bothrops jararaca), Cobra-verde (Philodryas olfersii), entre outros répteis e pequenos mamíferos silvestres que vivem próximos às 3 Lagoinhas.
A presença dessas espécies reforça a importância ecológica da região de Mairinque, situada em uma zona de encontro entre diferentes biomas e formações vegetais. Se for aprovado o projeto da Câmara dos Vereadores Municipal de Mairinque em breve será parte da Rota Turística do Roteiro do Vinho da cidade de São Roque, caso seja instalado o Trem Intermunicipal de São João Novo até a cidade de Sorocaba. O projeto está à apenas um passo de ser aprovado, e a conclusão da obra ainda está com prazo indeterminado, mas os munícipes seguem esperançosos de que a cidade possa se tornar Estância Turística assim como a algumas cidade vizinhas, como Itu e Ibiúna. 

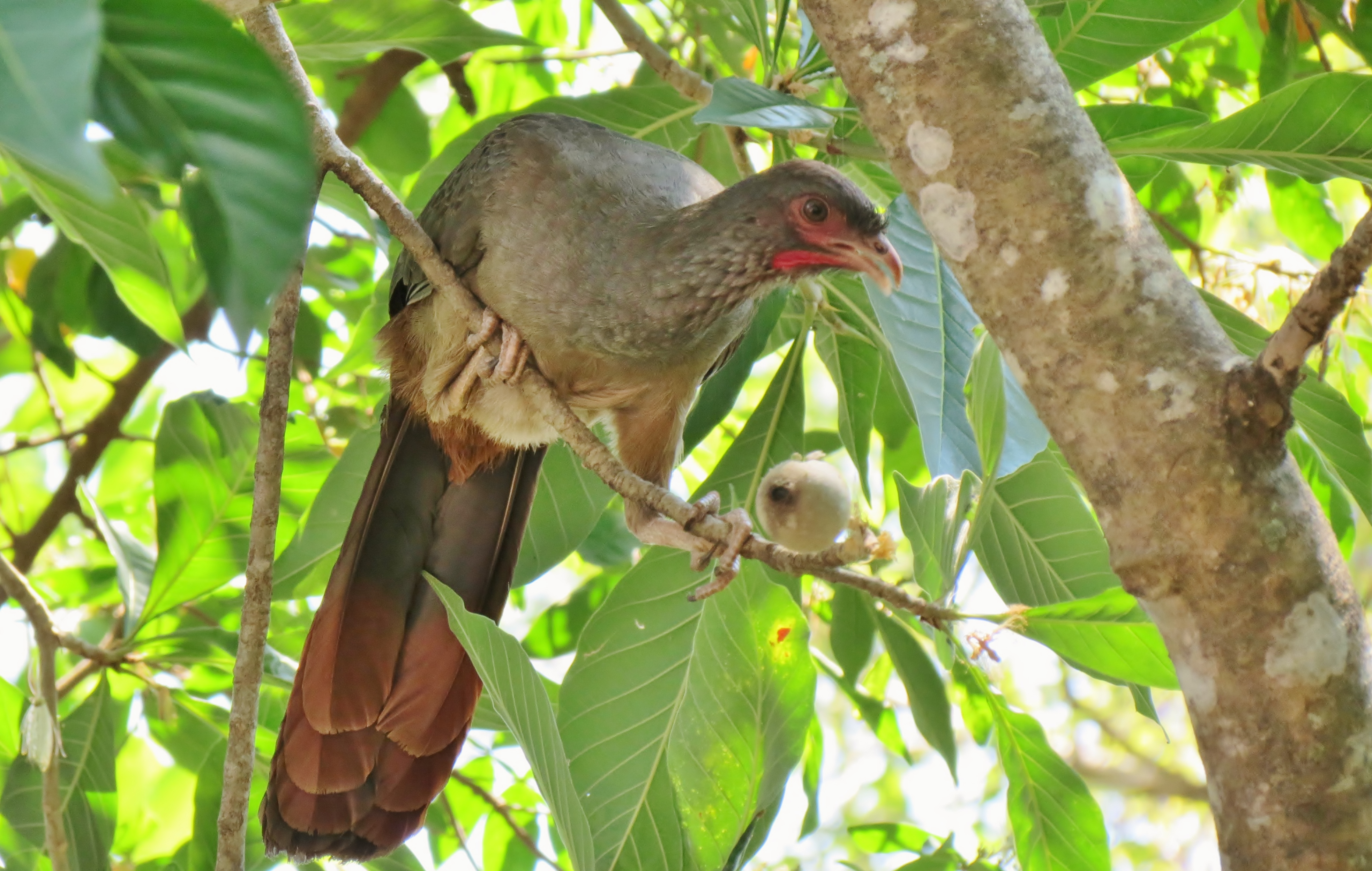
Nome popular: Araçari-poca – Nome científico: Selenidera maculirostris – Registrado em Mairinque, 2022
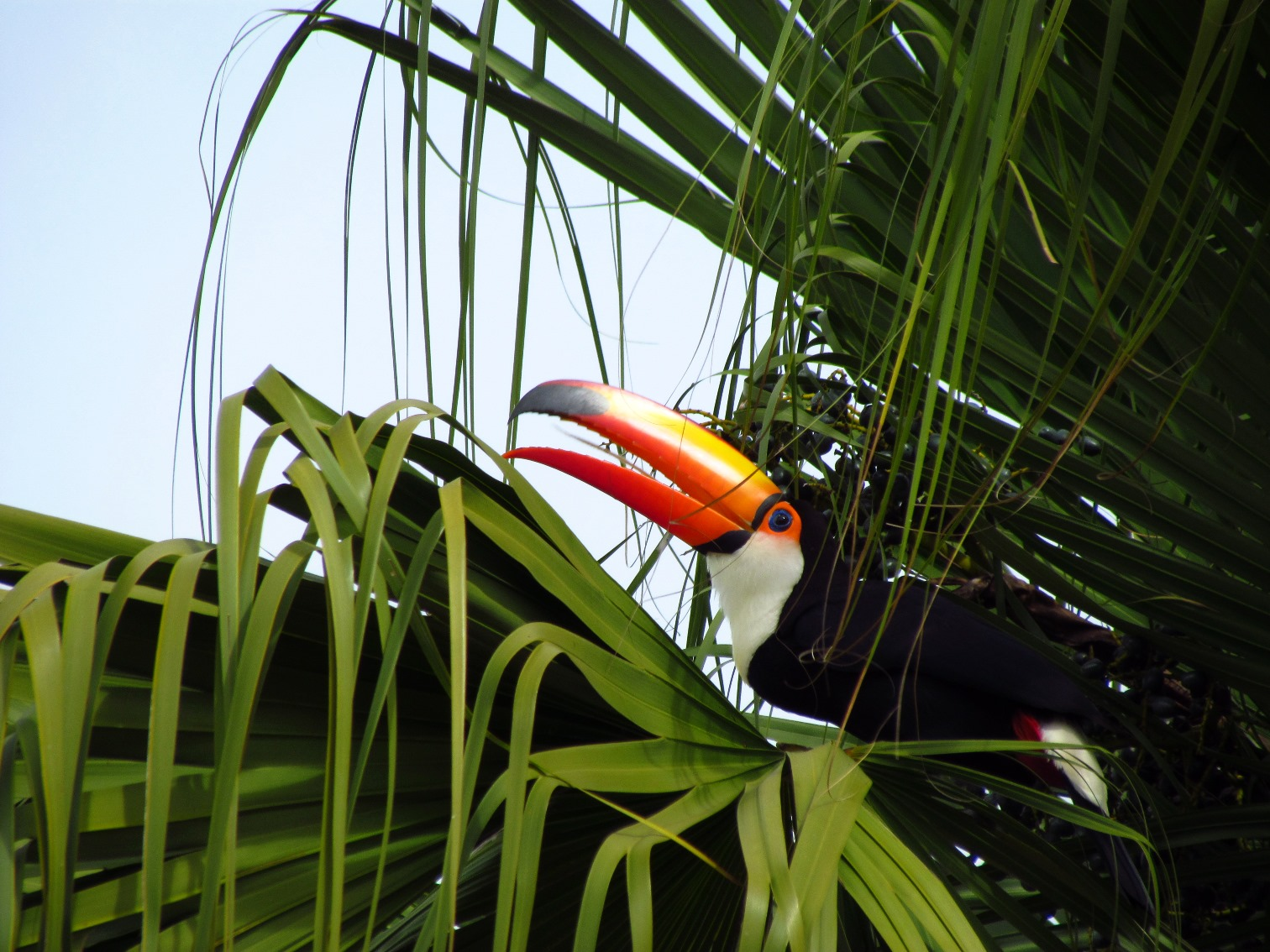
Nome popular: Tucano-toco – Nome científico: Ramphastos toco – Registrado nas áreas rurais de Mairinque, 2023
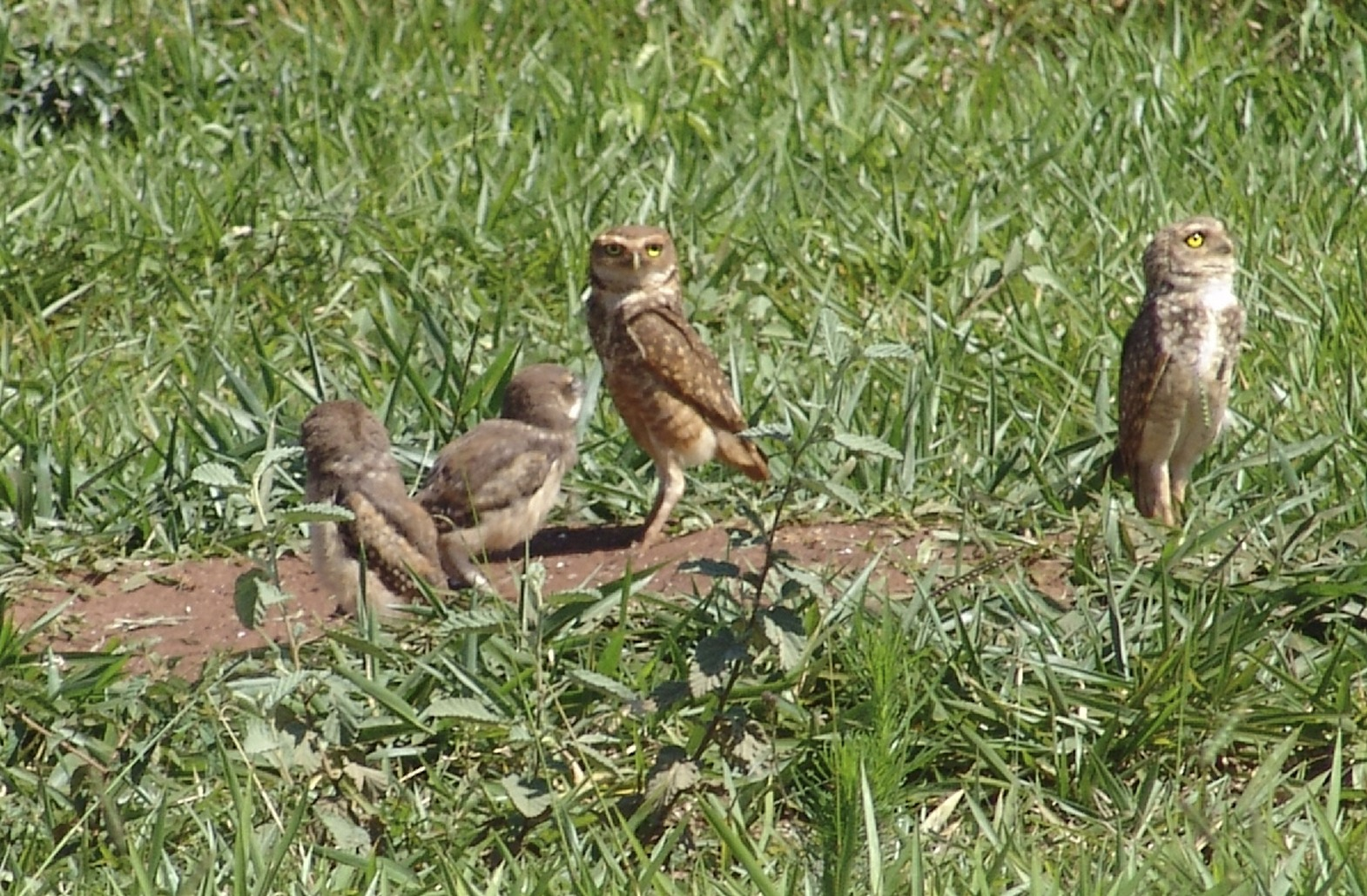
Nome popular: Coruja-buraqueira – Nome científico: Athene cunicularia – Observada em zona urbana, 2021
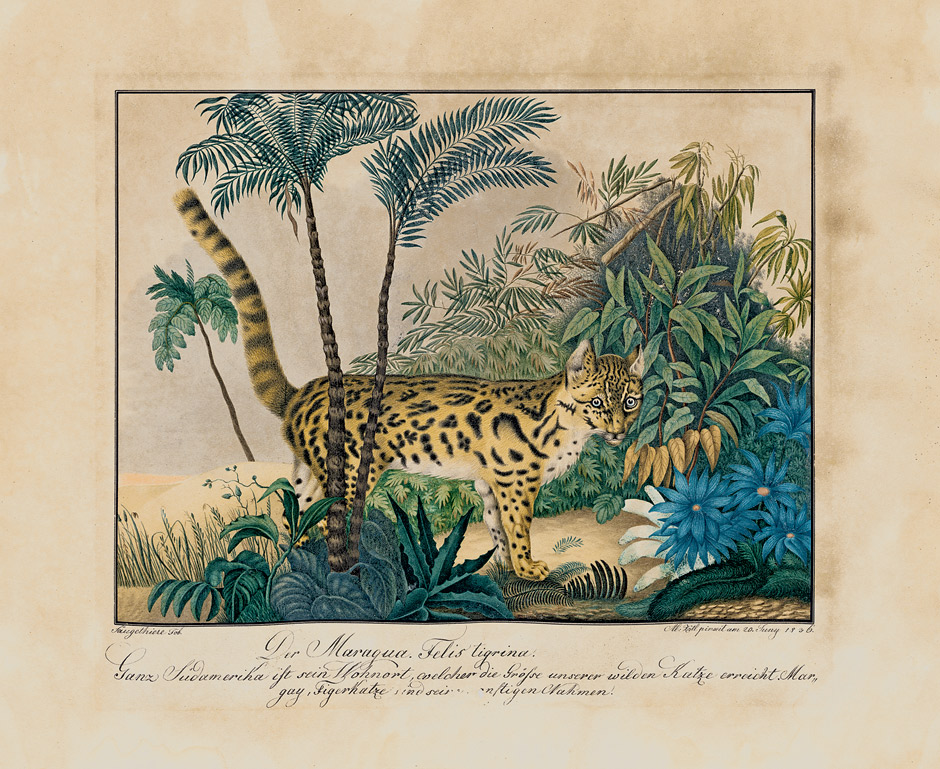
Nome popular: Gato-do-mato – Nome científico: Leopardus guttulus – Flagado por armadilha fotográfica em 2020
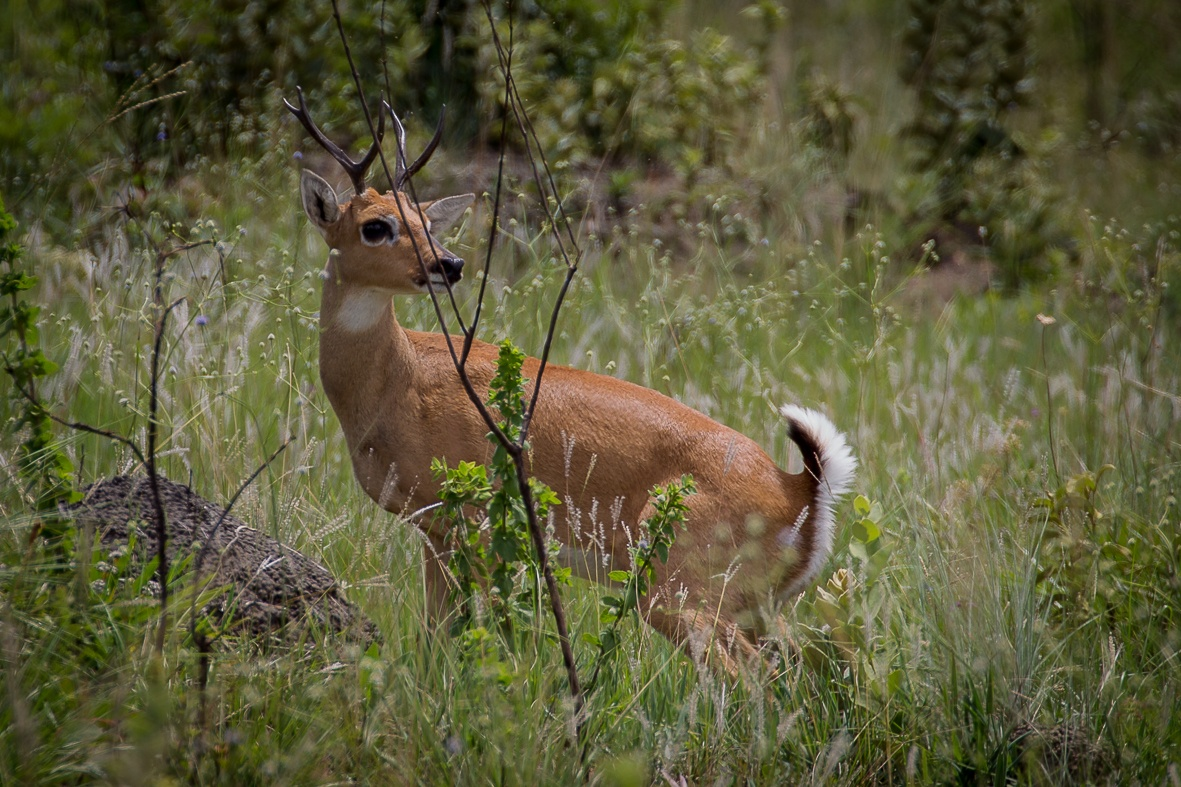
Nome popular: Ouriço-cacheiro – Nome científico: Coendou prehensilis – Resgatado por moradores, 2023
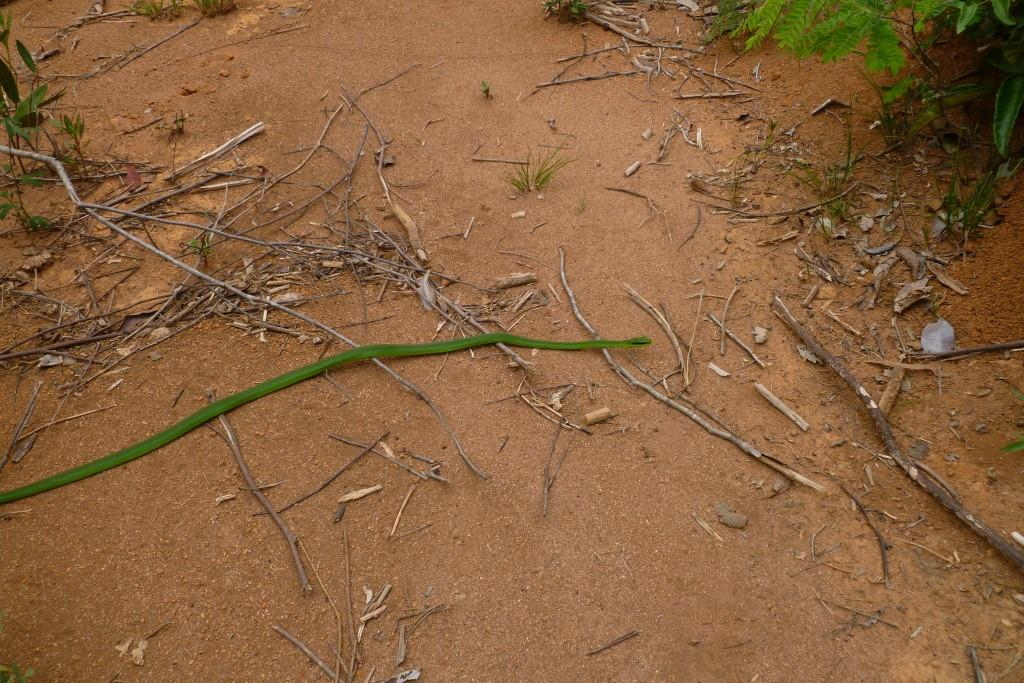
Nome popular: Cobra-verde – Nome científico: Philodryas olfersii – Registrada por morador, 2022
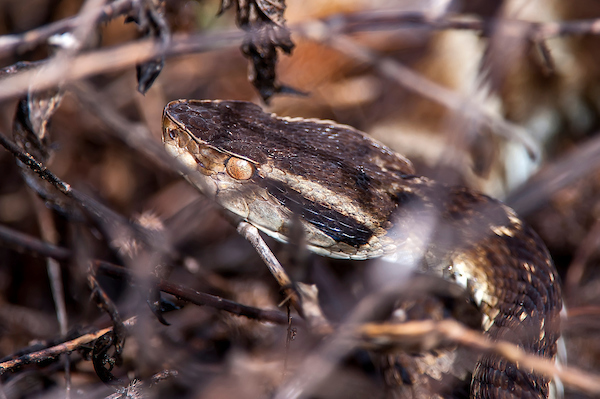
Nome popular: Jararaca – Nome científico: Bothrops jararaca – Registrada em mata nativa, 2023

### Hidrografia
A hidrografia do município está localiza-se na Sub-Bacia Médio Sorocaba, sendo gerenciada pela Unidade Hidrográfica de Gerenciamento de Recursos Hídricos 10  (UHGRHI 10), e administrada pelo órgão regulador - Comitê de Bacia Hidrográfica do Rio Sorocaba (CBH-SMT). O município possui 7 microbacias em diversas regiões  da cidade, sendo eles: Ribeirão do Mato Dentro, Saboó, Córrego dos Moreiras, Córrego dos Pintos, Monjolinho, Ribeirão do Varjão e Ribeirão do Setúbal, sendo a última bacia localizada mais próximo do reservatório da Represa de Itupararanga.

#### Principais bacias hidrográficas
- Rio Sorocaba
- Represa de Itupararanga
- Córrego do Varjão
- Ribeirão Pirajibu

#### Captação de água
O principal meio de captação de água para abastecimento público do município é realizado no Manancial Fiscal, localizado na região  da Represa de Itupararanga, formado pela barragem do Rio Sorocaba no Município de Votorantim. Além deste manancial, realiza-se também a captação superficial no Manancial Carvalhal. O Manancial Fiscal e o Carvalhal pertencem à Bacia do Rio Sorocaba e são classificados como Classe 2. Isso quer dizer que ambos estão aptos e destinados ao abastecimento para consumo humano após tratamento convencional. De acordo com os dados disponibilizados por Pedrazzi et al, o reservatório apresenta índices de qualidade das suas águas variando de ótima a boa. Além disso, o sistema de abastecimento de água ainda conta a captação de água subterrânea de com 21 poços. Esses poços que abastecem o município apresentam porções de afloramento dos Aquíferos Cristalinos, Tubarão e Guarani.

## Infraestrutura

### Transportes
O município conta com serviços de transporte das seguintes empresas de ônibus:
• Viação Cometa (Transporte Rodoviário, pela ARTESP): Para Sorocaba, Itapetininga, São Roque, São Paulo, Santos, São Vicente, Praia Grande e Mongaguá.
• Rápido Luxo Campinas Ltda. (Transporte Intermunicipal Metropolitano, pela EMTU): Para São Roque, Alumínio e Sorocaba.
• VB Transportes e Turismo (Transporte Intermunicipal Metropolitano, pela EMTU): partindo do Bairro São José (Região do Bairro Dona Catarina) para Itu.
• Jundiá Transportadora Turística (Transporte Municipal)

### Comunicações
O sistema de telefones automáticos foi inaugurado na cidade em 1978 pela Telecomunicações de São Paulo (TELESP), que também implantou o sistema de discagem direta à distância (DDD) em 1978 com o código de área (011). Anteriormente a cidade era atendida pela Companhia Telefônica Brasileira (CTB).

## Economia
Desde a instalação do parque industrial, a cidade e todo o município experimentaram um progresso, e se irradiou velozmente por todos os setores de suas atividades pública, privada e social.
Com a expansão de seu parque industrial, mudou-se a fisionomia da cidade e muito de sua antiga rotina, ocasionando um rápido crescimento urbano, a vinda de novos estabelecimentos bancários e o desenvolvimento do comércio. Principais indústrias do município: MDL Brasil, Cargill, Otma Cosméticos, Ledo Arvoredo, Cuno Latina 3M, Agrostahl, Fiorella, Soldatopo, Tortuga, Lancer, Eternox, Fersol, Imagraf, Ferplast, Neumatic, Etrúria e a firma de prestação de serviços CEFRI - Centrais de Estocagem Frigorificada, dentre outras empresas menores, porém em expansão.

## Religião
O Cristianismo se faz presente na cidade da seguinte forma:

### Igreja Católica
- A igreja faz parte da Diocese de Osasco.[22]

### Igrejas Evangélicas
- Assembleia de Deus Ministério do Belém.[23][24]
- Congregação Cristã no Brasil.[25]